# 迪斯布尔
迪斯布尔 （/dɪsˈpʊər/，又译作第斯普尔）是印度阿萨姆邦的首府，位于古瓦哈蒂郊区。1973年以前，阿萨姆邦的首府是西隆,因为新成立的梅加拉亚邦以西隆为首府，阿萨姆邦只得在迪斯布尔另建首府。
迪斯布尔也是出名的茶叶拍卖中心。

## 重要建筑
- 阿萨姆邦秘书处
- 阿萨姆邦议会大厦
- 国家紧急行动中心
- 茶叶拍卖中心